# Resu Fernández Páez
Resu Fernández Páez va ser una lluitadora veïnal al barri de Ca n'Oriac, Sabadell. Va néixer a Múrcia l'any 1929. El seu pare era un home de conviccions republicanes, vivien bé i ella va anar a l'escola, però quan va acabar la Guerra els van requisar el negoci familiar.
Als 21 anys es va instal·lar a Sabadell, a Ca n'Oriac, on vivia rellogada, sense aigua ni llum. Poc després van arribar-hi la mare i el germà i es van construir una caseta on encara viu. No s'ha casat mai i sempre va mantenir la família al marge de les seves activitats clandestines.
Va treballar en dues empreses metal·lúrgiques on va ocupar llocs de responsabilitat, fins que als 64 anys es va acollir a l'atur, ja que no volia continuar d'encarregada perquè s'havia acomiadat la majoria de la plantilla. Paral·lelament a la feina, havia obtingut el graduat escolar, havia fet un curs de comandaments intermedis i havia estudiat català.
Al principi no podia creure on havia anat a parar, Sabadell li semblava una ciutat sense ordre. A Ca n'Oriac l'autoconstrucció s'organitzava a l'entorn d'una carretera sense urbanitzar i els serveis mínims no existien. A partir dels anys seixanta, sota l'aixopluc de l'església, el veïnat es va començar a organitzar. Resu hi va participar des de l'inici aportant els valors que havia compartit amb la Joventut Obrera Cristiana i l'Hermandad Obrera de Acción Católica, fins que es va convertir en un referent comunitari.
Des que va arribar al seu nou entorn, va rebutjar aquella realitat que atemptava contra les persones, però va decidir canviar aquest sentiment per la voluntat de posar ordre a la vida. Les mobilitzacions per aconseguir clavegueram, llum, pavimentació, equipaments públics o la urbanització del barranc van formar part del seu dia a dia. Va participar activament en l'Associació de Veïns i veïnes que es va crear al final dels anys seixanta.
Tot i el risc de perdre la feina, les mobilitzacions obreres de Sabadell la van dur fins a Madrid, on va declarar a favor d'una companya detinguda un 1 de maig. També va participar en les activitats de l'Assemblea Democràtica de Sabadell.